# Antrocephalus ryukyuensis
Antrocephalus ryukyuensis är en stekelart som beskrevs av Akinobu Habu 1966. Antrocephalus ryukyuensis ingår i släktet Antrocephalus och familjen bredlårsteklar. Inga underarter finns listade i Catalogue of Life.